# Cene (Adelsgeschlecht)

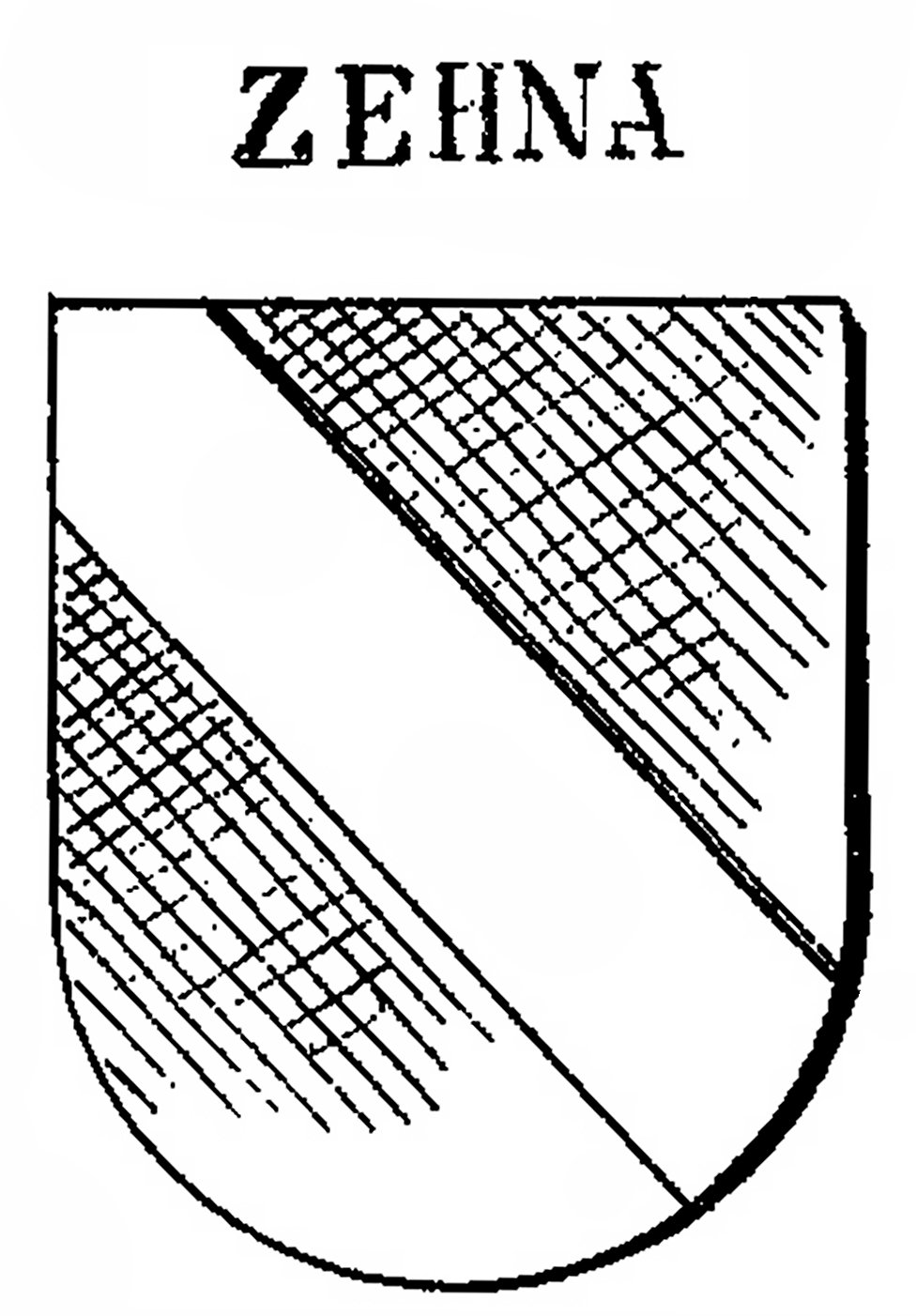
Wappen derer von Zehna / Cene

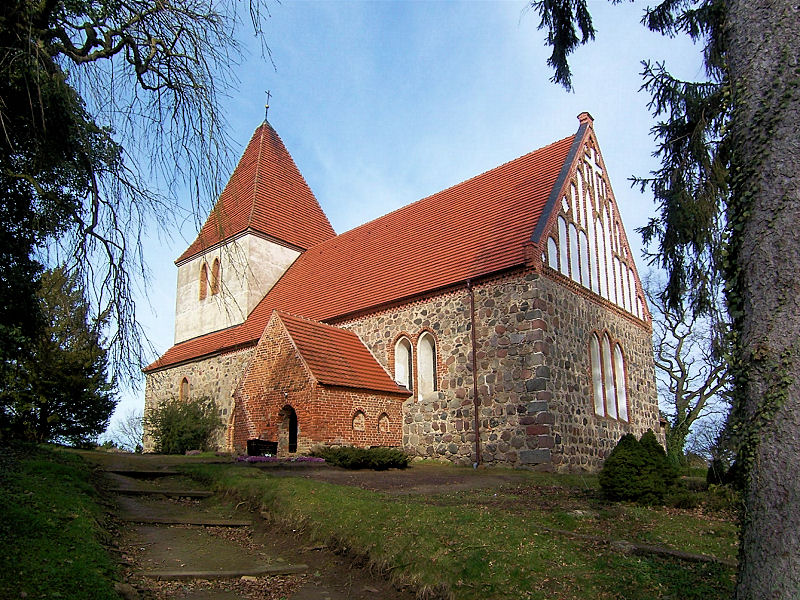
Dorfkirche Zehna (2008)

Die Familie Cene (auch Scene, Sene, Sehna, Zehna, Tzena, von der Zehna) gehörten zu den wendischen Adelsfamilien. Ihr Stammsitz war Zehna, 10 km südlich von Güstrow gelegen. Das Geschlecht ist erloschen.

## Geschichte
Die Cene waren Vasallen der Herrschaft Werle. Als sehr kleine Familie kamen sie als Gefolgsleute der Herren von Bellin. Die von Bellin errichteten 1220 das deutsche Siedlungsdorf Reimershagen und waren um 1230 die Erbauer der Kirche zu Bellin.
Von diesen von Bellin erhielten die Cene wohl auch ihren Besitz Zehna, da urkundliche Belehnungen so früh nicht bekannt sind.
Am 16. April 1291 schenkte Fürst Nicolaus von Werle dem Güstrower Domstift das Patronat der zum Archidiakonat des Güstrower Dompropst gehörenden Kirche zu Zehna. Zu dieser Zeit gab es schon die zwei Dörfer Groß Zehna und Wendisch Zehna (Slavica Cene).
Als erster Ritter auf Zehna und Zeuge für Fürst Nicolaus von Werle wurde 1263 Machorius (Magorius) de Cene genannt.
Danach wurde er 1266 als Auduocatus in Röbel/Müritz erwähnt. Seine Schwester heiratete den Ritter Iwan von Below auf Zidderich und Augzin. Der Sohn dieser Ehe führt als einziger der Gesamtfamilie von Below den Namen Machorius.
Sein Sohn Machorius war als Ritter im Gefolge der Fürsten von Werle von 1270 bis 1296 auf Zehna ansässig. Am 15. Dezember 1274 bürgte Machorius de Cene mit den Flotow und Bellin vom Adel des Landes Werle in Güstrow für Fürst Nikolaus mit seinen Söhnen Heinrich und Johann erneut für die Privilegien des Klosters Dobbertin. 1274 soll er Vogt in Röbel gewesen sein und war am 23. Februar 1294 Zeuge beim Verkauf von Einkünften an die Kirche zu Grüssow. 1290 bis 1296 wurden noch ein Knappe Machorius de Cene und von 1324 bis 1334 ein Volzke de Scene auf Zehna genannt. Auf dem Siegel von 1324 nennt er sich de Holste, wohl nach seiner Mutter, einer von Holstein. Mit dem Ritter Machorius de Cene erlosch um 1364 das Geschlecht auf Zehna. Bei der großen Bürgschaft des Adels des Landes Werle für Albrecht Herzog von Mecklenburg und König zu Schweden zu seiner Auslösung aus dänischer Gefangenschaft 1395 kommen die Cene auf Zehna nicht mehr vor.
1357 war Knappe Machorius von Brüsehaver, dessen Vater eine Tochter der Cene geheiratet hatte, Pfandherr beider Zehna. Wendisch Zehna verpfändete Fürst Nicolaus von Werle am 9. August 1357 für 48 Mark Hebungen dem Ritter Machorius von Brüsehaver.
Die Cene waren wohl kaum durch eigenen Willen nach Rostock gekommen, sondern dahin vom Lehnsherren versetzt worden. Das zeigen auch die fürstlichen, nicht städtischen Ämter, die sie ausübten. Um 1320 wurde Wulf von Zehne als landesherrlicher Gerichtsvogt in Rostock genannt.
Von 1338 bis 1387 war Bernhard de Cene Aduocatus und landesherrlicher Vogt zu Rostock sowie zwischen 1340 und 1346 mehrfach in den Rostocker Stadtbüchern erwähnt. Zwischen November und Dezember 1345 findet Bernhard de Cene in Rostock seine Töchter Tilseke und Greteke mit der mütterlichen Erbschaft ab. Sein Sohn Hinricus von Zehna (* 1372, † 1402/04) hatte umfangreichen Hausbesitz in Rostock. Als Mitgift während seiner Heirat gab es ein Haus in der Koßfeldstraße, dort kaufte er 1378 und 1398 weitere Häuser. Dazu kamen noch Buden an der Stadtmauer neben dem Wallgraben. 1395 kaufte er von seinen Schwägern Louwe das Eckhaus am Schild, eines der schönsten Giebelhäuser in Rostock. Der Sohn von Hinricus von Zehna, Vikke von Zehne hatte ab 1404 das väterliche Haus in der Koßfeldstraße. 1401 und 1417 wird er als Bürgermeister von Rostock genannt und im Januar 1408 als Ratsherr. Von 1410 bis 1416 wurde er während des Aufstandes abgesetzt und war vor 1417 als Ratssendbote in Wismar tätig. Von 1427 bis 1439 vertrieben, 1452 noch Vorsteher von St. Georg, soll Vikke von Zehne zwischen 1456 und 1459 verstorben sein. Aus zweiter Ehe stammt Heinricus, der 1421 in Rostock studierte und 1450 noch Priester war. Aus dritter Ehe stammte Winhold, 1461 als Student in Rostock, aber unmündig und vermutliche ohne Leibeserben gestorben. Damit erlosch auch das Geschlecht in Rostock.

### Besitzungen
Zehna hatte ursprünglich eine Fläche von rund 2.000 Hektar und war damit ein typischer wendischer Besitz, dazu gehörten auch
- Braunsberg mit        430 Hektar, eine Absiedlung der von Passow oder von Sala,
- Neuhof, Wendorf mit  360 Hektar, eine Absiedlung der von Sala ab 1662,
- Zehna mit             810 Hektar

Auch in Ganschow, früher Gentzkow dürften die von Cene Vorbesitzer gewesen sein. Ihr Besitz in Gerdshagen ging 1237 an das Kloster Dobbertin. Das war damals der Preis, den die Wenden zahlen mussten. Der Rittersitz Wendisch Zehna der von Cene dürfte wohl mit dem Kirchplatz identisch gewesen sein und ist verschwunden. Das wird auch dadurch deutlich, dass Zehna zu den ältesten Kirche dieses Bereiches gehört und für Zehna allein viel zu groß ist. Das von den Cene begründete Bauerndorf Gross Zehna ist das heutige Gut.

## Wappen
Das Wappen derer von Cene ist ein schraffiertes Schild mit Schrägrechtsbalken.
Die Führung eines anderen Wappens durch die Rostocker ist genauso merkwürdig, wie der Gebrauch des Wappens der von Holstein bei den Cene auf Zehna.
Im Siegel des Vikke von der Zehnen von 1454 sind im Schild ein rechts schauender Tierkopf mit Hals und auf dem Helm dasselbe Schildzeichen.

## Namensträger
- Machorius (Magorius) de Cene (* 1210, † 1277), 1263 Zeuge für Fürst Nicolaus von Werle, 1266 Ritter auf Zehna.
- Machorius de Cene, 1270–1296 auf Zehna, Ritter im Gefolge der Fürsten von Werle.
- Volzke de Scene (Zehna), 1324–1334 auf Zehna, auf dem Siegel von 1234 de Holste.[19]
- Machorius de Cene, vor 1364 auf Zehna, Ultimus Gentis.
- Bernhard de Cene, 1338–1387, landesherrlicher Gerichtsvogt zu Rostock.
- Hinricus von Zehna (* 1372, † 1402/04), umfangreicher Hausbesitz in Rostock, darunter das das Haus am Schild.
- Vikke von Zene, 1401 Bürgermeister zu Rostock, 1408 Ratsherr, 1410 bis 1416 während des Aufstandes als Bürgermeister abgesetzt.[20][21]

### Gedruckte Quellen
- Mecklenburgisches Urkundenbuch (MUB)
- Mecklenburgische Jahrbücher (MJB)

### Ungedruckte Quellen
- Landeshauptarchiv Schwerin (LHAS)
  - Genealogische Sammlungen von Cene, von Holstein, von Brüsehaver.
- Stadtarchiv der Hansestadt Rostock
  - Handschriftliche Aufzeichnungen zu von Zehna.